# مارماهی‌های شنی
مارماهی‌های شنی (نام علمی: Hypoptychidae) نام یک تیره از راسته خارماهی‌سانان است.